# Quatt
Quatt – wieś w Anglii, w hrabstwie Shropshire. Leży 37 km na południowy wschód od miasta Shrewsbury i 187 km na północny zachód od Londynu.